# کونسولاس
کونسولاس (به انگلیسی: Consolas) تایپ‌فیس تک‌فاصله‌ای است که توسط Luc(as) de Groot طراحی شده است . این قلم (فونت) بخشی از مجموعه ای از قلم‌هایی است که از فناوری رندر قلم ClearType مایکروسافت استفاده می‌کنند. از زمان ویندوز ویستا، مایکروسافت آفیس 2007 و مایکروسافت ویژوال استودیو 2010 این قلم در ویندوز تعبیه شده است و برای دانلود از درگاه مایکروسافت در دسترس است. این تنها فونت استاندارد ویندوز ویستا است که کاراکتر صفر دارای خط کج است.

## ویژگی‌ها
کونسولاس از ویژگی های OpenType زیر پشتیبانی می کند: جایگزین‌های سبکی (به انگلیسی stylistic alternates) ، فرم های محلی، شکل‌های حساس به حروف بزرگ، چهره‌های قدیمی (به انگلیسی oldstyle figures) ، چهره‌های چسبیده (به انگلیسی lining figures)، کسر دلخواه، بالانویس و زیرنویس.
اگرچه کونسولاس به عنوان جایگزینی برای قلم Courier New طراحی شده است، در ابتدا در مقایسه با 1318 گلیف (Courier New (2.90، فقط شامل 713 گلیف بود. در نسخه 5.22 (ارایه شده در ویندوز 7)، پشتیبانی از یونانی گسترش یافته، اعراب‌گذاری ترکیبی برای نمادها، فرم های عددی، فلش، طراحی جعبه و اشکال هندسی اضافه شد. در نسخه 5.32 تعداد کل حروف پشتیبانی شده 2735 عدد شد.